# کاستلتو درو
کاستلتو درو (به ایتالیایی: Castelletto d'Erro) یک کومونه در ایتالیا است که در استان آلساندریا واقع شده‌است.

## خصوصیات
کاستلتو درو ۴٫۷ کیلومترمربع مساحت و ۱۴۶ نفر جمعیت دارد.

## نگارخانه

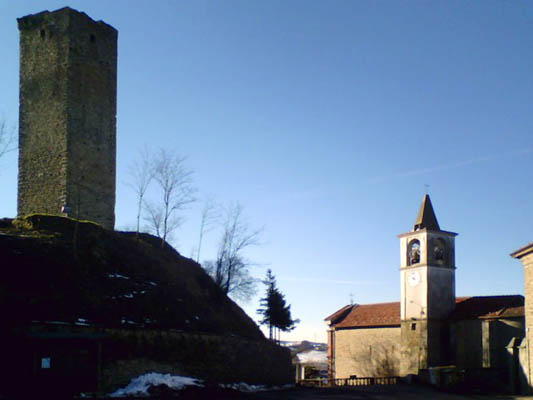